# Ben Zubiri
Wenceslao "Ben" Zubiri (28 tháng 9 năm 1911 – 9 tháng 11 năm 1969), còn được gọi là Iyo Karpo là một nhà soạn nhạc, diễn viên và nhân vật truyền thông tiếng Cebu. Sáng tác nổi tiếng nhất của ông, do ông viết cả lời và nhạc, là bài hát Matud Nila.
Zubiri sinh ra trên đảo Cebu năm 1911 và bắt đầu đi học tại Trường Tiểu học San Nicolas. Ngay từ khi còn nhỏ, ông đã bộc lộ năng khiếu ca hát và âm nhạc.
Ông đảm nhiệm một vai trong bộ phim Bertoldo-Balodoy, là bộ phim tiếng Cebu đầu tiên được phát hành. Ben Zubiri cũng sáng tác các bài hát bằng tiếng Cebu. Năm 1941, ông viết bài hát nổi tiếng nhất của mình, Matud Nila. Bài hát này đã được một số người coi là quốc ca văn hóa của người nói tiếng Cebu. Ông cũng là diễn viên hài trong các vở kịch truyền thanh cũng như làm cố vấn trong chương trình Purico Amateur Hour.
Ben Zubiri qua đời năm 1969. Ông kết hôn với Luz Butalid, một người Boholana. Hai người gặp nhau tại Bohol khi Zubiri đang là một chiến binh du kích trong Chiến tranh thế giới thứ hai.
Một con phố ở Barangay Labangon, Thành phố Cebu được đặt tên để vinh danh Zubiri.

## Danh sách tác phẩm chọn lọc
- Matud Nila (1941)
- Ikaduhang Bathala
- Katulog Na Inday
- Nganong Mipakita Ka
- Tuhoi
- Mitu-o Ako
- Ang Gugmang Gibati Ko
- Pasayawa ko Day

## Giải thưởng
| Năm  | Cơ quan trao giải | Hạng mục              | Tác phẩm đề cử | Kết quả   |
| ---- | ----------------- | --------------------- | -------------- | --------- |
| 1970 | Giải Awit         | Giải thưởng Truy tặng | —              | Đoạt giải |